# Функ, Иосиф Борисович
Ио́сиф Бори́сович Функ (20 февраля 1935, Бобруйск — 16 июля 2014, Кишинёв) — молдавский советский спортсмен (шашки) и тренер. Заслуженный тренер Молдовы, мастер спорта СССР, международный арбитр.

## Биография
Отец, бухгалтер гидролизного комбината Борис Функ, был репрессирован в 1938 году.
Окончил Кишинёвский государственный университет.
Выступал за сборную Молдавии, вместе с Л. Бендерской, А. Шварцманом, А. Дунаевским и другими. Призёр командного чемпионата СССР (1959). Среди учеников — чемпионы мира Ион Доска и Елена Борисова, Игорь Койфман, мастера В. Вайнберг, В. Спивак, Ю. Резник, Ирина Парпулова, Анжел Шварцман и другие.
Жена — мастер спорта СССР по шашкам Ирина Степановна Парпулова.